# Pakan Rabaa Tengah
Pakan Rabaa Tengah is een bestuurslaag in het regentschap Solok Selatan van de provincie West-Sumatra, Indonesië. Pakan Rabaa Tengah telt 7601 inwoners (volkstelling 2010).